# Casa Senyorial de Zasa
La Casa Senyorial de Zasa (en letó: Zasas muiža) és una mansió a la històrica regió de Semigàlia, al Municipi de Jēkabpils  de Letònia. L'edifici va ser fet malbé pel foc a conseqüència de la revolució russa de 1905 i mai no es va reconstruir. A prop de les ruïnes es va edificar el 1939 una gran escola secundària d'estil neoclàssic.